# Francis Cassidy

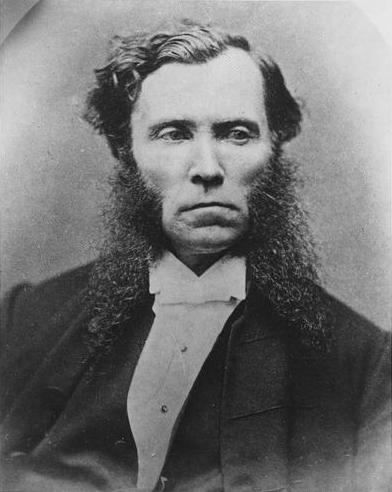
Francis Cassidy

Francis Cassidy, QC (* 17. Januar 1827 in Saint-Jacques-de-l’Achigan, Niederkanada; † 14. Juni 1873 in Montreal) war ein kanadischer Politiker. 1873 war er Bürgermeister der Stadt Montreal.

## Biografie
Der Sohn irischer Einwanderer wuchs in ärmlichen Verhältnissen auf einem kleinen Bauernhof auf. Bereits in jungen Jahren fiel Cassidy durch seine hohe Intelligenz auf, so dass er das Gymnasium in der Stadt L’Assomption besuchen konnte, mit Schwerpunkt klassische Philologie. Dabei erhielt er finanzielle Unterstützung durch den Rektor der Schule. 1844 zog er nach Montreal, um in einer renommierten Kanzlei Recht zu studieren (damals gab es noch keine Rechtsfakultät). Um sein Studium finanzieren zu können, unterrichtete er nebenbei Französisch. 1848 erhielt Cassidy die Zulassung als Rechtsanwalt, wenig später war er Partner seiner Arbeitgeber Pierre Moreau und Charles-André Leblanc. Er erwarb sich den Ruf, einer der besten Strafrechts- und Zivilrechtsverteidiger in Montreal zu sein. 1863 wurde er zum Kronanwalt ernannt, ab 1871 präsidierte er die Montrealer Anwaltskammer.
Cassidy gehörte zu den Mitbegründern des Institut canadien de Montréal, einer liberalen Bildungsinstitution, die häufig in Konflikte mit dem Klerus der römisch-katholischen Kirche geriet. Er präsidierte das Institut in den Jahren 1849/50 und 1857/58. In seiner zweiten Amtszeit traten zahlreiche Mitglieder aus, da sie eine Anzahl „unmoralischer“ und „ungläubiger“ Bücher aus der Bibliothek entfernen lassen wollten, die auf dem Index standen. Cassidy weigerte sich, der Forderung nachzugeben, woraufhin er von Bischof Ignace Bourget in mehreren Hirtenbriefen scharf kritisiert wurde.
1863 lehnte Cassidy das Angebot ab, in der Regierung von John Sandfield Macdonald und Louis-Victor Sicotte Justizminister der Provinz Kanada zu werden, da er seine Unabhängigkeit bewahren wollte. 1871 wurde er im Wahlkreis Montreal-West zum Abgeordneten der Legislativversammlung von Québec gewählt. Im Februar 1873 folgte die Wahl zum Bürgermeister der Stadt Montreal. Nach nur fünf Monaten im Amt verstarb er im Alter von 46 Jahren an einer schweren Krankheit.